# 小行星11016
小行星11016（11016 Borisov）是一颗绕太阳运转的小行星，为主小行星带小行星。该小行星于1982年9月16日发现。

## 轨道参数
小行星11016的轨道半长轴为2.3060161 UA，离心率为0.118。